# 外埔 (苗栗縣)
外埔，是臺灣苗栗縣後龍鎮的一個傳統地域名稱，位於該鎮北部。相較於今日行政區，其範圍大致包括大山里西北部、外埔里、海埔里。

## 歷史
台灣清治末期至日治初期，外埔地區為一街庄，稱為「外埔庄」，隸屬於苗栗一堡。該庄西北及北臨台灣海峽，東北與苦苓腳庄為鄰，東南邊為大山腳庄，西南邊為水尾仔庄。
1901年（日治明治三十四年）11月，全台廢縣廳改設二十廳，該庄隸屬於苗栗廳。1909年（明治四十二年）10月，合併二十廳為十二廳，該庄改隸屬於新竹廳。1920年（大正九年），廢十二廳改設五州二廳，該庄改制為「外埔」大字，隸屬於新竹州竹南郡後龍庄。
戰後後龍庄改制為後龍鄉，隸屬於新竹縣，大字亦改制為村。1950年桃、竹、苗分治，後龍鄉改隸屬於苗栗縣。1951年，後龍鄉升格為後龍鎮，村改制為里。

## 聚落
本地區發展較早的聚落為外埔，在日治期初期的官方地圖上已有記載。此外，本地區尚有北埔、蚵仔堀、鼻仔頭等聚落。

## 交通
省道台61線又稱「西部濱海快速公路」，是八里至安南的快速公路，大致以東北—西南走向蜿蜒經過本地區東南部邊界地帶。由該道路向東北可前往竹南、香山並止於浸水橋北側，其後以省道台15線為代用道路；向西南可前往通霄白沙屯並中止快速公路路段，其後以省道台1線為代用道路。
縣道126號是外埔至獅潭永興的道路，其西北側端點位於本地區西北部外埔大排南岸道路路口。由此向西南經外埔聚落後出境，可前往水尾子，其後轉東南可前往後龍市區、頭屋、老田寮、獅潭並止於省道台3線路口。
鄉道苗8線是外埔至大潭內的道路，其西側端點位於本地區西部外埔聚落東側縣道126號路口。由此向東南東出境後，可前往下大山腳，過鐵路後轉東北至大山車站前轉東南，可前往百三、新庄子、大潭南側並止於省道台1線路口。
鄉道苗11線（大山腳路）是洪厝前至下浮尾的道路，其西北側端點位於外埔聚落東南側縣道126號路口。由此向東南出境後可前往下浮尾的鄉道苗9線路口。

## 學校
- 外埔國小

## 廟宇
- 外埔合興宮（北帝廟）

## 產業
- 外埔漁港